# انجمن آواشناسی بین‌المللی

انجمن آواشناسی بین‌المللی (فرانسوی: L'Association Phonétique Internationale, API) انجمنی است که بررسی علمی آواشناسی و کاربردهای مختلف مربوط را ترویج می‌کند.

انجمن آواشناسی بین‌المللی (فرانسوی: L'Association Phonétique Internationale, API) انجمنی است که بررسی علمی آواشناسی و کاربردهای مختلف مربوط را ترویج می‌کند. بزرگ‌ترین کار این انجمن انتشار الفبای آواشناسی بین‌المللی است، که می‌تواند آواهای هر زبانی را نشان دهد.